# Passione d'amore
Passione d'amore és una pel·lícula dirigida per Ettore Scola, estrenada el 1981.

## Argument
Any 1862, en una ciutat piemontesa, Giorgio Bacchetti, capità d'un regiment de cavalleria, coneix Clara, una dona bonica, casada i mare de família. Els dos s'enamoren a l'instant i són feliços fins que a Giorgio el transfereixen a una guarnició a prop de la frontera. Com la resta dels oficials, Giorgio sopa a la taula del Coronel, però sempre hi ha un lloc buit en ella, el que correspon a la cosina del Coronel, una dona que gairebé sempre està malalta i prefereix quedar-se a la seva habitació...

## Repartiment
- Bernard Giraudeau… Capità Giorgio Bacchetti
- Valeria D'Obici… Fosca
- Laura Antonelli… Clara
- Jean-Louis Trintignant… Doctor
- Massimo Girotti… Coronel
- Bernard Blier… Major Tarasso
- Gerardo Amato… Tinent Baggi
- Sandro Ghiani… Ajudant de Giorgio
- Alberto Incrocci.. Capità Rivolti
- Rosaria Schemmari…Minyona de Fosca
- Francesco Piastra... Ajudant del coronel

## Premis i nominacions

### Premis
1981
- Premi David di Donatello a la millor actriu per Valeria D'Obici
- Premi David di Donatello al millor productor per Franco Committeri

### Nominacions
- 1981 Palma d'Or al Festival Internacional de Cinema de Canes per Ettore Scola